# Powerman 5000
Powerman 5000 (en ocasiones abreviado a PM5K) es una banda americana de metal industrial fundada en 1991. En el lapso de dos décadas, el grupo ha lanzado al mercado numerosos álbumes alcanzando su mayor nivel de popularidad con el éxito de 1999 Tonight the Stars Revolt!. El frontman de la banda, Spider One, es conocido por ser el hermano pequeño de Rob Zombie, siendo los estilos de ambos objeto de numerosas comparaciones. Es además el fundador y único miembro original que queda en el grupo.

## Biografía

### Primeros años y ruptura (1991-2002)
En el año 1991, un joven Señor Spider One abandona la escuela de artes en la que estaba estudiando y, tras comprar un pequeño equipo de grabación de 4 pistas y una caja de ritmos, grabó Much Evil con Lamar Lowder como productor. Sobre la base de ese éxito local, nació Powerman 5000. En 1993, el veterano guitarrista Adam 12 ingresó en el grupo. En 1994 y 1995, Powerman 5000 grabó dos álbumes independientes, True Force y The Blood Splat Rating System. Ambos supusieron un éxito a nivel local, y un año más tarde, en 1996, actuaron en el escenario secundario del Ozzfest y aparecieron en un episodio de Beverly Hills, 90210, en el que David y Donna graban un videoclip para su canción “Strike the Match”.
En 1997, la banda firmó con Dreamworks Records y lanzó una versión remasterizada de The Blood Splat Rating System llamada Mega!! Kung Fu Radio, iniciando un tour que les llevó a tocar en el escenario principal del Ozzfest. Del álbum se extrajeron singles como “Organizized” o “Tokyo Vigilante #1”. En 1999 se incorpora al grupo el guitarrista M.33 (Mike Tempesta), y ese mismo año ve nacer el que será su mayor éxito. Con una extraña mezcla de ciencia ficción (que siempre había interesado a Spider) y “Action Rock” (término utilizado por la banda para definir su potente y enérgico rock) sale al mercado Tonight the Stars Revolt!, que contiene los sencillos “When Worlds Collide”, “Nobody’s Real”, y “Supernova Goes Pop”, logrando alcanzar ventas aproximadas de un millón de copias.
El siguiente trabajo de Powerman 5000 sería Anyone for Doomsday?. Tras grabarlo, el sencillo “Bombshell” llegó a todas las estaciones de radio. Sin embargo, el álbum fue cancelado justo antes de la fecha programada para su lanzamiento. Anyone for Doomsday? saldría al mercado más tarde a través del propio sello discográfico de Spider One, Megatronic Records. Existen varias teorías sobre el porqué de semejante decisión, entre ellas, que el álbum se canceló a raíz de los atentados del 11 de septiembre. Sin embargo, esta explicación carece de sentido, ya que la salida del álbum estaba programada para agosto de 2001, un mes antes de los ataques. Spider por su parte ha afirmado en varias entrevistas que el disco fue desechado debido a que sonaba demasiado parecido a su último trabajo y lo que él buscaba era ofrecer algo fresco y diferente en vez de repetirse una y otra vez. Debido a esto, tanto Dorian 27 (Dorian Heartsong) como AI3 (Allen Pahanish) abandonaron el conjunto, siendo sustituidos por Ad7 (Adrian Ost) y Siggy Sjursen .
Uno de los mayores logros del grupo fue la original versión realizada del éxito de los 80 "Relax”, de Frankie Goes to Hollywood. La canción apareció en los créditos de la película Zoolander, lo que ayudó a extender la fama de la banda.

### Transform & Destroy What You Enjoy (2003-2007)
En 2003 salió al mercado Transform, un álbum con un sonido más punk en el que se desechó por completo la estética de los discos anteriores, y con un menor uso de los efectos industriales. De aquí salieron los sencillos “Free” y “Action”. Tras su lanzamiento, Dreamworks Records fue comprado por Interscope Records, y paralizó la promoción de la banda en medio del tour, la cual, sin ninguna explicación y sin su consentimiento, fue movida a la plantilla de Interscope. Sin inmutarse, Spider continuó bajo su propio sello, Megatronic Records, y en 2005 vio la luz un recopilatorio de rarezas titulado The Good, the Bad and the Ugly Vol.1. En agosto de ese mismo año actuaron en la 6.ª edición del festival Gathering of the Juggalos.
Posteriormente el grupo inició un nuevo tour, pero M.33 fue expulsado del grupo por iniciar diversas peleas y Adam 12, pese a haber participado en las grabaciones del disco, no estuvo presente en la gira. Los guitarristas Terry Corso y Johnny Rock Heatley, exmiembros de Alien Ant Farm y Halfcocked respectivamente, se incorporaron para redondear el directo. Entonces el grupo firmó contrato con DRT Entertainment, con quienes lanzaron un nuevo álbum titulado Destroy What You Enjoy el 1 de agosto de 2006. La canción “Wild World” fue el primer sencillo del CD, para el que también rodaron un videoclip.
En 2007 Evan Rodaniche, cantante y guitarrista de la banda de Los Ángeles cage9 se unió al conjunto gracias a su relación con Adrian Ost, y actuó como guitarra solista hasta que más tarde Dave Pino fue incluido en el grupo. Pino acababa de mudarse a Los Ángeles y había oído hablar de un puesto vacante en la banda a través de su amigo Piggy D (bajista de Rob Zombie). Asimismo, tras la salida de Siggy en 2008, Gustavo Aued se encargó de reemplazarle, y posteriormente se uniría el batería Gordon Heckaman, consolidando la alineación para el siguiente álbum.

### Somewhere on the Other Side of Nowhere (2007-2011)
El 21 de mayo de 2007, Powerman 5000 indicaron vía MySpace que lanzarían un nuevo álbum de estudio ese mismo año. El siguiente fragmento procede del post: “Considerando la trayectoria de la banda de lanzar un CD cada tres años parece difícil de creer, pero sí, sacaremos un nuevo disco en 2007!! Todo está empezando y los dóndes, quiénes y qué cosas aún están por determinar pero el nuevo rock está en marcha!!” Sin embargo, el proceso avanzó lentamente, y durante un tiempo no hubo más noticias.
Finalmente, en diciembre de 2008, el nuevo tema “Super Villain” fue lanzado en el MySpace del grupo, mostrando un retorno al exitoso sonido que habían practicado a finales de los 90. El 28 de enero de 2009, un adelanto de las pistas que conformarían su sexto álbum de estudio fue posteado en su página de MySpace, con clips de las canciones “Super Villain”, “V is for Vampire”, y “Horror Show”. Powerman 5000 añadió que “Super Villain” estaría disponible para descargar el 10 de febrero vía iTunes y Amazon.es.
El 7 de abril de 2009, Powerman 5000 lanzó un blog en su página de MySpace anunciando que Anyone for Doomsday? había sido oficialmente reeditado. La batalla legal terminó y el álbum salió al mercado con la disquera SKG Music License. El disco está disponible en iTunes en formato digital. El 21 de abril el grupo difundió “V is for Vampire”, el segundo sencillo de su nuevo trabajo, el cual estaba planeado que apareciese en el mercado durante el verano.
El 7 de julio de 2009, Powerman 5000 colgó un mensaje en su cuenta de MySpace indicando que la grabación del nuevo álbum ya había finalizado, y que la fecha de lanzamiento, la lista de temas, la portada y los conciertos de presentación pronto se anunciarían. El 27 de ese mismo mes, los miembros de la banda asistieron a la emisora Rockline, donde anunciaron el título de su nuevo trabajo: "Somewhere on the Other Side of Nowhere". También proporcionaron una nueva fecha de salida para el álbum: el 6 de octubre. Los componentes del grupo también aprovecharon para presentar tres temas nuevos: “Timebomb, Baby”, “Make Us Insane” y “Show Me What You’ve Got”, ante los cuales los fanes respondieron positivamente colgando mensajes de apoyo en el MySpace de Powerman 5000.
El 6 de septiembre, Powerman 5000 mostraron el diseño de la portada del álbum y aportaron nueva información sobre las fechas de la nueva gira, lista para iniciarse el 24 de octubre. Además lanzaron en YouTube dos nuevos vídeos promocionales sobre el disco, confirmando el 6 de octubre como día de su salida al mercado.
El 1 de octubre, la canción “Do Your Thing” fue filtrada a YouTube, tomada al parecer desde los foros de Megatronic Records, propiedad de Spider One.
Finalmente, Somewhere on the Other Side of Nowhere salió de forma oficial el 6 de octubre en los Estados Unidos, y en Canadá el 20 de octubre, dos semanas después de la fecha inicial.
Entre los meses de octubre y noviembre, el grupo estuvo inmerso en una gira nacional, presentando el nuevo CD por todo el territorio estadounidense.
El 7 de diciembre, Spider One colgó en su canal de Twitter varios enlaces a FearNET.com, página en la que se estrenó el videoclip de su primer sencillo “Super Villain”, y en el que el actor Johnathon Schaech encarna a un supervillano. Disponible también en YouTube.
A lo largo del año 2010 Powerman 5000 continuó con la presentación de Somewhere on the Other Side of Nowhere, embarcándose en varias giras entre marzo y noviembre.
El 23 de abril de 2011 actuaron en el U-Fest de Phoenix, Arizona junto a bandas del calibre de Accept, Papa Roach, Drowning Pool, All That Remains, Hollywood Undead o Nonpoint, siendo esta la tercera aparición consecutiva del grupo en el festival.

### Copies, Clones & Replicants (2011-presente)
La banda anunció el 23 de mayo de 2011 que habían empezado a trabajar en un nuevo álbum, colgando a modo de adelanto versiones de los temas “Whip It”, “Space Odissey” y “Jump” de Devo, David Bowie y Van Halen respectivamente, los días 24, 28 y 31 de julio, y que formarán parte del tracklist de su próximo trabajo, Copies, Clones and Replicants. En 2014 se presentaran en el festival Download festival UK!

## Discografía
| Año  | Detalles | Posiciones | Posiciones | Posiciones | Ventas       | Certificaciones |
| Año  | Detalles | US         | US Ind.    | NZL        | Ventas       | Certificaciones |
| ---- | --- | ---------- | ---------- | ---------- | ------------ | --------------- |
| 1995 | The Blood Splat Rating System - Lanzado: 1 de diciembre de 1995 - Productora: Conscience - Formato: CD                | —          | —          | —          |              |                 |
| 1997 | Mega!! Kung Fu Radio - Lanzado:25 de febrero de 1997 - Productora: DreamWorks (50005) - Formato: CD                   | —          | —          | —          | US: 160.000+ |                 |
| 1999 | Tonight the Stars Revolt! - Lanzado: 20 de julio de 1999 - Productora: DreamWorks - Formato: CD, CS                   | 29         | —          | 8          |              | Platino         |
| 2001 | Anyone for Doomsday? - Lanzado: 28 de agosto de 2001 - Productora: DreamWorks - Formato: CD                           | —          | —          | —          |              |                 |
| 2003 | Transform - Lanzado: 20 de mayo de 2003 - Productora: DreamWorks - Formato: CD                                        | 27         | —          | —          | US: 200.000+ |                 |
| 2006 | Destroy What You Enjoy - Lanzado: 1 de agosto de 2006 - Productora: DRT Entertainment - Formato: CD                   | 120        | 5          | —          |              |                 |
| 2009 | Somewhere on the Other Side of Nowhere - Lanzado: 6 de octubre de 2009 - Productora: Mighty Loud (9005) - Formato: CD | —          | —          | —          |              |                 |
| 2014 | Builders of the Future - Lanzado: 27 de mayo de 2014 - Productora: T-Boy Records - Formato: CD                        | —          | —          | —          |              |                 |
| 2017 | New Wave - Lanzado: 27 de octubre de 2017 - Studio: Clearlake Studios - Formato: CD                                   | —          | —          | —          |              |                 |
| 2020 | The Noble Rot - Lanzado: 28 de agosto de 2020 - Studio: Cleopatra - Formato: CD                                       | —          | —          | —          |              |                 |

## Recopilatorios
| Year | Detalles |
| ---- | --- |
| 2003 | The Good, the Bad, and the Ugly, Vol. 1: Rare & Previously Unreleased '91-'96 - Lanzamiento: 24 de octubre de 2003 - Productora: Megatronic - Formato: CD |

## Singles
| Año  | Título                    | Posición | Posición | Álbum                                  |
| Año  | Título                    | US Alt.  | US Main. | Álbum                                  |
| ---- | ------------------------- | -------- | -------- | -------------------------------------- |
| 1997 | "Tokyo Vigilante #1"      | —        | —        | Mega!! Kung Fu Radio                   |
| 1998 | "Organizized"             | —        | —        | Mega!! Kung Fu Radio                   |
| 1999 | "When Worlds Collide"     | 18       | 16       | Tonight the Stars Revolt!              |
| 1999 | "Nobody's Real"           | 23       | 18       | Tonight the Stars Revolt!              |
| 2000 | "Supernova Goes Pop"      | —        | —        | Tonight the Stars Revolt!              |
| 2000 | "Ultra Mega"              | —        | 38       | Dracula 2000                           |
| 2001 | "Bombshell"               | —        | 26       | Anyone for Doomsday?                   |
| 2001 | "Relax"                   | —        | —        | Zoolander                              |
| 2003 | "Free"                    | 38       | 10       | Transform                              |
| 2003 | "Action"                  | —        | 27       | Transform                              |
| 2006 | "Wild World"              | —        | —        | Destroy What You Enjoy                 |
| 2009 | "Super Villain"           | —        | —        | Somewhere on the Other Side of Nowhere |
| 2009 | "V Is for Vampire"        | —        | —        | Somewhere on the Other Side of Nowhere |
| 2010 | "Show Me What You've Got" | —        | —        | Somewhere on the Other Side of Nowhere |
| 2010 | "Time Bomb, Baby"         | —        | —        | Somewhere on the Other Side of Nowhere |

## Video álbum
| Año  | Detalles |
| ---- | --- |
| 2001 | Backstage and Beyond the Infinite - Lanzamiento: 27 de febrero de 2001 - Productora: DreamWorks - Formato: VHS, DVD |

## Videoclip
| Año  | Título                                       |
| ---- | -------------------------------------------- |
| 1997 | "Tokyo Vigilante #1"                         |
| 1998 | "Organizized"                                |
| 1999 | "When Worlds Collide"                        |
| 1999 | "Nobody's Real"                              |
| 2000 | "An Eye Is Upon You/Supernova Goes Pop"      |
| 2000 | "They Know Who You Are"                      |
| 2001 | "Bombshell"                                  |
| 2001 | "Relax"                                      |
| 2003 | "Free"                                       |
| 2003 | "Action"                                     |
| 2006 | "Wild World"                                 |
| 2009 | "Super Villain"                              |
| 2014 | "How To Be A Human" (Video con y sin letra). |

## Bandas sonoras
| Canción                                                                    | Film                                           | Año  |
| -------------------------------------------------------------------------- | ---------------------------------------------- | ---- |
| "The Son of X-51" (Remix)                                                  | Bride of Chucky                                | 1998 |
| "Nobody's Real"                                                            | End of Days                                    | 1999 |
| "Supernova Goes Pop"                                                       | Universal Soldier: The Return                  | 1999 |
| "When Worlds Collide"                                                      | Little Nicky                                   | 2000 |
| "Get On, Get Off"                                                          | Scream 3                                       | 2000 |
| "Ultra Mega"                                                               | Dracula 2000                                   | 2000 |
| "The End Is Over"                                                          | Titan A.E.                                     | 2000 |
| "When Worlds Collide"                                                      | Tony Hawk's Pro Skater 2                       | 2000 |
| "Good Times Roll"                                                          | Jailbait!                                      | 2000 |
| "Relax"                                                                    | Zoolander                                      | 2001 |
| "Supernova Goes Pop"                                                       | Gran Turismo 3: A-Spec                         | 2001 |
| "Danger Is Go! (Remix)"                                                    | Frequency                                      | 2001 |
| "Tonight the Stars Revolt"                                                 | Blade II                                       | 2002 |
| "Bombshell"                                                                | Freddy contra Jason                            | 2003 |
| "Action"                                                                   | NASCAR Thunder 2004                            | 2004 |
| "When Worlds Collide", "Riot Time", "Last Night On Earth", "The Way It Is" | WWE Smackdown vs. Raw                          | 2004 |
| "The End of Everything"                                                    | Alone in the Dark                              | 2005 |
| "Almost Dead"                                                              | Shadow the Hedgehog                            | 2005 |
| "Where We Belong Tonight", "Give Me Something I Need", "Almost Dead"       | Return of the Living Dead 5: Rave to the Grave | 2005 |
| "Wild World"                                                               | Madden 08                                      | 2007 |